# جان سكوت
جان سكوت (بالإنجليزية: Jean Scott)‏ هي متزلجة فنية بريطانية، ولدت في 15 مارس 1951.

## وصلات خارجية
- جان سكوت على موقع أوليمبيديا (الإنجليزية)